# Аутентичность наследия

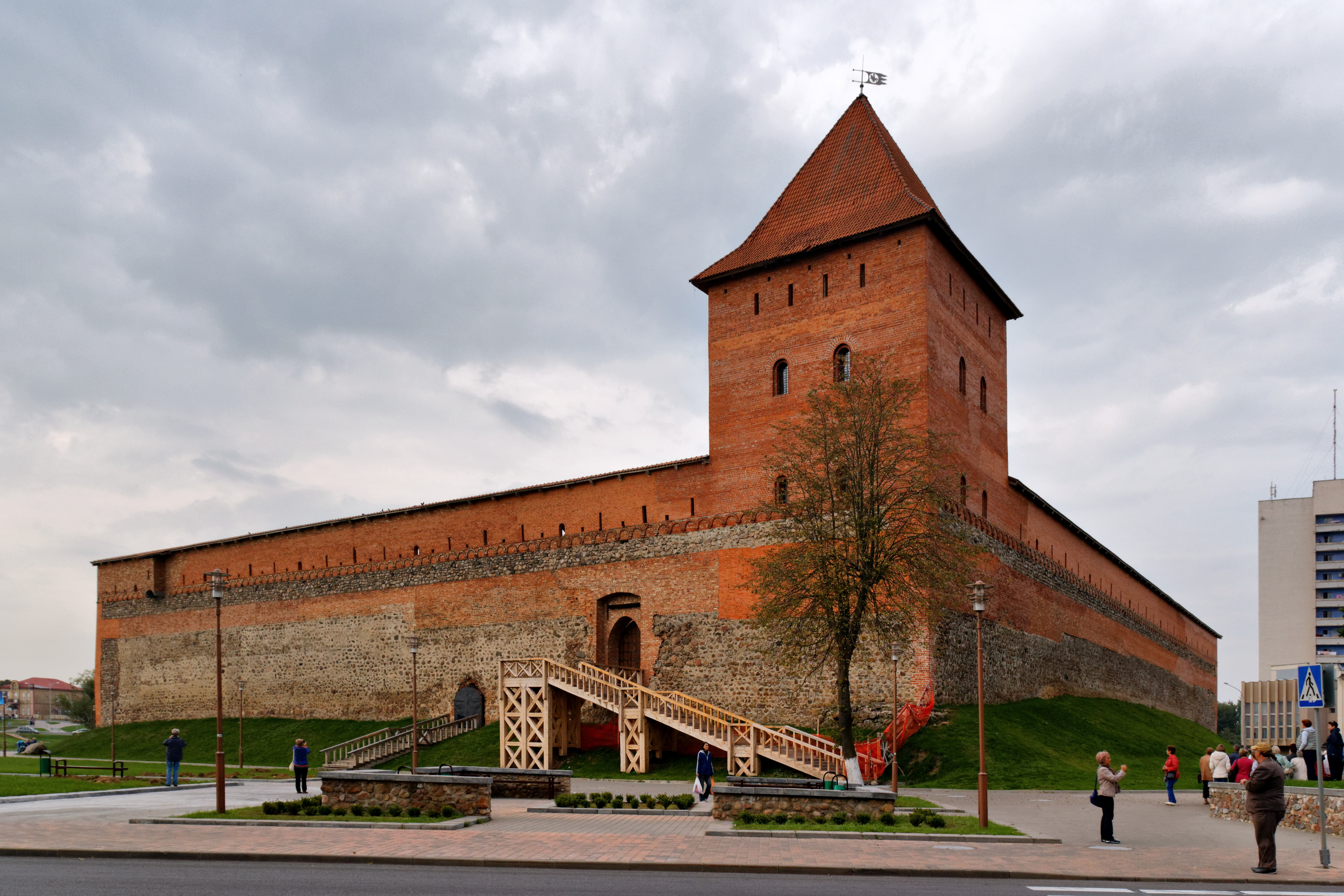
Беларусь. Лидский замок, который имеет много новодельных частей и может считаться неаутентичным

Аутентичность наследия (англ. Authenticity of Cultural Heritage) — это составное понятие  аутентичности строительных материалов, технологии, функции, формы и т. д., ценность которого накапливается в течение всего времени существования объекта, включая все реставрационные работы. По отношению к другим ценностям наследия аутентичность — это ценность высшего порядка, основополагающая. Это обязательное условие сохранения мемориального характера объекта. Часто потеря объектов культурного наследия своей аутентичности вследствие реконструкции или реставрации становится причиной удаления памятника из списка ЮНЕСКО.

## История
Впервые термин «аутентичность» в отношении сохранения подлинности исторических мест, используется в преамбуле Венецианской хартии 1964 года. На конференции в Наре в 1994 году обсуждались различные мнения, касательно определения понятия «аутентичность». Во время этой конференции, стало ясно, что слово «аутентичность» имеет различные коннотации, и по-разному интерпретируется в каждой стране. Эти расходящиеся мнения о подлинности также привели к различным значениям исторического объекта, и, следовательно, сохранения объекта. Некоторые страны предпочитают сохранять первоначальный, подлинный вид исторического объекта, даже если он находится в разрушенном состоянии; другие же — воссоздавать оригинал (несмотря на использование нового материала).

## Аутентичность наследия и Хартия ИКОМОС
Интерпретация и презентация достопримечательных мест должны соблюдать основные принципы в процессе сохранения аутентичности в духе документа из Нары (1994).
Сохранение аутентичности — это обязательство, применимое как к сообществам, так и к материальным останкам. Программы для интерпретации должны учитывать традиционные социальные функции места, культурные практики и достоинство местных жителей и сообществ, связанных с местом.
Интерпретация и презентация должны способствовать сохранению аутентичности достопримечательных мест посредством ознакомления публики с его значимостью, не оказывая неблагоприятное влияние на его культурное значение или необратимо изменять его природу.